# Chinsali
Chinsali  este un oraș  în  Provincia de Nord, Zambia. Are rol de reședință a districtului omonim și este situat la 180 km NNE de Mpika.